# Koncert ob 70-letnici
Koncert ob 70-letnici je album Pihalnega orkestra Škofja Loka, ki je bil posnet v živo na koncertu ob 70-letnici orkestra leta 1996 v Škofji Loki.
Izšel je na zvočni kaseti.

## Seznam posnetkov
| Št.             | Naslov                                                          | Besedilo        | Glasba                    | Priredba        | Dolžina |
| --------------- | --------------------------------------------------------------- | --------------- | ------------------------- | --------------- | ------- |
| 1.              | „Ameriške koračnice / American March Highlights‟                |                 |                           | K. Sorbon       |         |
| 2.              | „Kratek sprehod‟                                                |                 |                           | L. Leško        |         |
| 3.              | „Moja dežela‟                                                   |                 | B. Roguljić               |                 |         |
| 4.              | „Verdi‟                                                         |                 | G. Verdi                  | W. Tuschla      |         |
| 5.              | „O mio babbino caro‟ (arija Laurette iz opere Gianni Schicchi)  | G. Forzano      | G. Puccini                | L. Leško        |         |
| 6.              | „Polka za bariton‟                                              |                 | W. Tuschla                |                 |         |
| 7.              | „Dobro jutro‟                                                   |                 | J. Burnik                 |                 |         |
| 8.              | „Suita za klarinet‟                                             |                 | B. Adamič                 |                 |         |
| 9.              | „Piccadilly‟                                                    |                 | M. Leeman                 |                 |         |
| 10.             | „'O sole mio‟                                                   | G. Capurro      | E. di Capua, A. Mazzucchi | L. Leško        |         |
| 11.             | „Koncert Franka Sinatre / Frank Sinatra in Concert‟ (potpourri) |                 |                           | N. Studnitzky   |         |
| 12.             | „Domovini‟                                                      | J. Razlag       | B. Ipavec                 | L. Leško        |         |
| 13.             | „Dankeschön‟                                                    |                 | B. Kaempfert              |                 |         |
| 14.             | „Mesečeva serenada / Moonlight Serenade‟                        |                 | G. Miller                 | L. Leško        |         |
| 15.             | „S pesmijo našo‟                                                |                 | V. Ovsenik, S. Avsenik    |                 |         |
| Skupna dolžina: | Skupna dolžina:                                                 | Skupna dolžina: | Skupna dolžina:           | Skupna dolžina: | 67:21   |

## Sodelujoči

### Mestni pihalni orkester Škofja Loka / Pihalni orkester Škofja Loka
- Ivo Gulić – dirigent

### Solisti
- Dragica Čarman – sopran na posnetkih 5, 10 in 12
- Franc Sever – bariton (evfonij) na posnetku 6
- Mitja Sever – klarinet na posnetkih 7 in 8
- Andrej Rupnik – klarinet na posnetku 7